# Distrito metropolitano de Quito
El Distrito Metropolitano de Quito (abreviado DMQ) o cantón Quito es un distrito metropolitano de la provincia de Pichincha en el norte de Ecuador. Es la jurisdicción formada sobre la base del Municipio de Quito, la capital del país, la ciudad de Quito y sus localidades cercanas, que forman una importante conurbación, sede del poder político nacional. 
En el territorio del DMQ, habitan 2'679.722 personas, según el último censo (2022), siendo el segundo cantón más poblado del país, después del Cantón Guayaquil. Se divide en 9 administraciones zonales, las cuales contienen 32 parroquias urbanas y 33 parroquias rurales. El proceso de creación del distrito metropolitano aún está inconcluso, ya que se necesita un estatuto de autonomía y una consulta popular, de acuerdo al Código Orgánico de Organización Territorial Autonomía y Descentralización.
En 1993, se promulgó la Ley de Régimen para el Distrito Metropolitano de Quito, en la cual el Municipio capitalino asumió más competencias, como la del control del transporte que anteriormente era responsabilidad del Estado. Con la Constitución de 2008 que define a Quito como un distrito metropolitano, este le corresponde asumir las competencias de los gobiernos cantonales, provinciales y regionales, lo que lo convirtierte en una "ciudad-distrito-región" Además, con la nueva constitución, se creó una nueva unidad territorial llamada región, por lo que el país está dividido en 9 regiones y distritos autónomos, 2 distritos metropolitanos autónomos y uno de régimen especial (Galápagos)[cita requerida].
La jurisdicción de Quito incluye buena parte del Valle de los Chillos, considerado un suburbio de la capital. El Valle de Tumbaco-Cumbayá y el valle semidesértico de San Antonio de Pichincha, ubicados al este y norte de la capital respectivamente, son considerados también como barrios de la ciudad de Quito, aunque técnicamente están fuera de sus límites urbanos.

## Gobierno metropolitano

### Alcalde metropolitano
El Alcalde Metropolitano de Quito es la máxima autoridad administrativa y política del distrito metropolitano. Es la cabeza del cabildo y representante del municipio. El alcalde metropolitano lidera el poder ejecutivo del Gobierno Autónomo Metropolitano.
Entre otros poderes y responsabilidades, la actual constitución de Ecuador encarga al alcalde metropolitano de Quito, la autoridad de administración acompañado de un Concejo Metropolitano conformado por 21 concejales (15 electos por las parroquias urbanas y 6 por las rurales), del cual formará parte, lo presidirá y tendrá voto dirimente. También puede formar parte del Consejo Provincial de Pichincha como miembro, aunque se puede nombrar a un Concejal Metropolitano. El Alcalde Metropolitano puede asumir funciones del Gobernador Regional y del Prefecto Provincial dentro del distrito.

### Concejo metropolitano
El Consejo Metropolitano de Quito ejerce el poder legislativo del Distrito Metropolitano de Quito para expedir ordenanzas, resoluciones y acuerdos. Es un órgano unicameral compuesto por concejales metropolitanos elegidos para un periodo de cinco años mediante sufragio divididos entre cinco concejales del norte de la ciudad, cinco del centro, cinco del sur y seis de las parroquias rurales, cada concejal metropolitano preside una comisión. A partir del 2019, los concejales y el alcalde tendrán un período de cuatro años, en lugar de los cinco actuales.

## División política

### Administraciones zonales

Las 10 administraciones zonales de Quito
Chocó Andino
La Delicia
Calderón
Eugenio Espejo
Manuela Sáenz
Esp.Tur. La Mariscal
Eloy Alfaro
Quitumbe
Tumbaco
Los Chillos

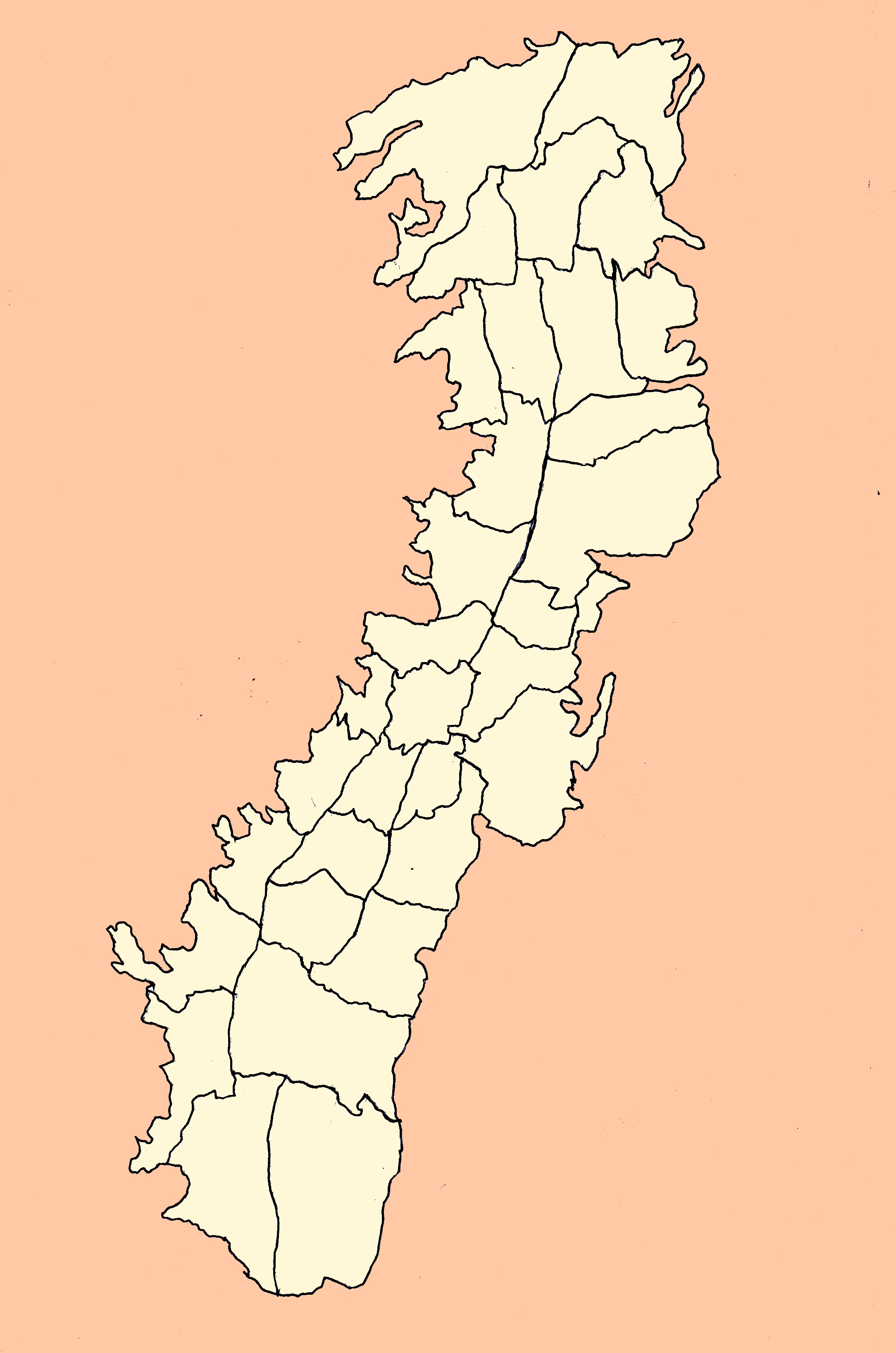
Parroquias urbanas del DM

El distrito metropolitano de Quito está dividido en administraciones zonales, cuyas funciones son el descentralizar los organismos institucionales y mejorar el sistema de gestión participativa. 
Cada una es dirigida por un administrador zonal designado por el Alcalde Metropolitano, el cual es responsable de ejecutar las competencias de la urbe en su sector. Actualmente existen diez administraciones zonales, las cuales abarcan todo el territorio del distrito metropolitano. A su vez estas se fraccionan en parroquias, 32 urbanas (ciudad) y 33 rurales y suburbanas.
| Zona Metropolitana             | Parroquias |
| ------------------------------ | --- |
| Chocó Andino                   | 6 Parroquias:Pacto Gualea Nanegal Nanegalito Calacalí |
| La Delicia                     | 7 Parroquias:El Condado Ponceano San Antonio de Pichincha Cotocollao Pomasqui Comité del Pueblo Carcelén                                                                                             |
| Eugenio Espejo                 | 17 Parroquias:Concepción Cochapamba Kennedy El Inca Jipijapa Belisario Quevedo Rumipamba Iñaquito Mariscal Sucre Nayón Zámbiza Atahualpa Chavezpamba Perucho Puéllaro San José de Minas Guayllabamba |
| Calderón                       | 2 Parroquias:Calderón LLano Chico |
| Manuela Sáenz                  | 5 Parroquias:Centro Histórico San Juan Itchimbía La Libertad Puengasí |
| Eloy Alfaro                    | 9 Parroquias:La Argelia Chimbacalle La Magdalena Chilibulo San Bartolo La Mena La Ferroviaria Solanda Lloa                                                                                           |
| Quitumbe                       | 5 Parroquias:La Ecuatoriana Chillogallo Quitumbe Guamaní Turubamba |
| Tumbaco                        | 8 Parroquias:Cumbayá Tumbaco Puembo Pifo Checa Tababela Yaruquí El Quinche |
| Los Chillos                    | 6 Parroquias:Conocoto Guangopolo Alangasí La Merced Píntag Amaguaña |
| Especial Turística La Mariscal | Parroquia Mariscal Sucre Subdivisión 5 Barrios:La Mariscal El Girón La Floresta La Colón La Paz |

Parroquias Urbanas
| Belisario Quevedo | El Condado     | La Mena        |
| El Inca           | Magdalena      |                |
| Carcelén          | Guamaní        | Mariscal Sucre |
| Centro Histórico  | Iñaquito       | Ponceano       |
| Chilibulo         | Itchimbía      | Puengasí       |
| Chillogallo       | Jipijapa       | Quitumbe       |
| Chimbacalle       | Kennedy        | Rumipamba      |
| Cochapamba        | La Argelia     | San Bartolo    |
| Comité del Pueblo | La Ecuatoriana | San Juan       |
| Concepción        | La Ferroviaria | Solanda        |
| Cotocollao        | La Libertad    | Turubamba      |

#### Juntas parroquiales rurales
En mayo de 2000, fueron elegidas 788 juntas parroquiales rurales al nivel nacional, que nacieron con un bajo presupuesto. Las parroquias rurales de Quito se organizaron y fundaron la Asociación de Juntas Parroquiales del Distrito Metropolitano de Quito que logra obtener el primer presupuesto para las juntas parroquiales por parte del Municipio de Quito de US$ 500 000.
El 11 de julio de 2002 se organizó la "Primera Asamblea Nacional de las Juntas Parroquiales Rurales del Ecuador" en el Ágora de la Casa de la Cultura Ecuatoriana, a la que asistieron más de cuatro mil vocales de las Juntas Parroquiales.

#### Parroquias Rurales y Suburbanas
Quito consta de 33 parroquias rurales y suburbanas, sin cambios desde la cantonización de Puerto Quito en 1996.

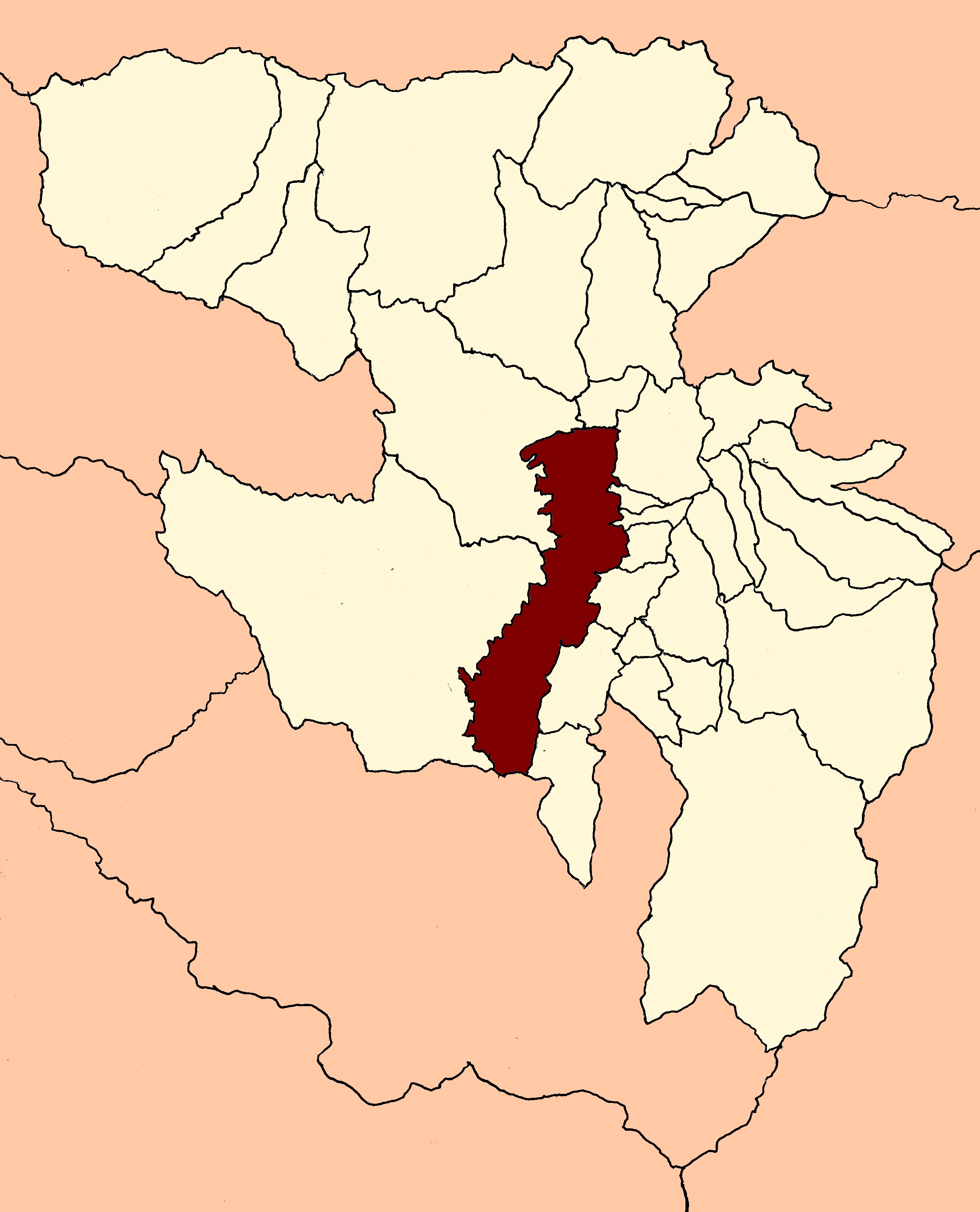
Parroquias rurales del DM

| Alangasí                 | Amaguaña          | Atahualpa   |
| Calacalí                 | Calderón          | Conocoto    |
| Cumbayá                  | Chavezpamba       | Checa       |
| El Quinche               | Gualea            | Guangopolo  |
| Guayllabamba             | La Merced         | Llano Chico |
| Lloa                     | Nanegal           | Nanegalito  |
| Nayón                    | Nono              | Pacto       |
| Perucho                  | Pifo              | Píntag      |
| Pomasqui                 | Puéllaro          | Puembo      |
| San Antonio de Pichincha | San José de Minas | Tababela    |
| Tumbaco                  | Yaruquí           | Zámbiza     |

### Barrios de Quito
Los barrios de Quito son la división política, y en ocasiones administrativa, más pequeña de la ciudad y el Distrito Metropolitano de Quito. Los habitantes de la urbe tradicionalmente la han dividido en cuatro grandes segmentos, los cuales abarcan en gran medida su territorio, estos son: «el norte», conformado en su límite septentrional por las parroquias de Carcelén y el Condado y en el austral por Belisario Quevedo y Mariscal Sucre; «el centro», compuesto por Centro histórico, San Juan e Itchimbia; «el sur», en el cual en su extremo norte están halladas Magdalena, Calderón e Ibarra y en su borde meridional Guamaní y Turubamba; y los «valles», que pese a no formar parte de la ciudad de San Francisco de Quito, componen el Distrito Metropolitano.
Las parroquias urbanas que conforman esta división no oficial, suelen subdividirse en barrios. A su vez, estos -por encontrarse a diferente altitud- pueden adquirir el término de bajo o alto según corresponda, sin ser por ello renombrados; así, un barrio como el Batán, dependiendo el lugar al que se refiera el interlocutor, puede ser calificado como «alto» o «bajo» (esta práctica solo se utiliza en los lugares cuyas construcciones estén sobre laderas. Generalmente los habitantes suelen guiarse por esta práctica y por ello los límites geográficos de un determinado barrio están sujetos a la opinión que cada ciudadano tiene sobre él, ya que actualmente no existe una demarcación específica determinada por el Municipio de la ciudad.

## Enlaces de interés
- Turismo y Parroquias Rurales del DMQ por Empresa Pública Metropolitana de Gestión de Destino Turístico, Quito Turismo.
- Página oficial del Distrito Metropolitano de Quito Archivado el 9 de diciembre de 2020 en Wayback Machine.